# Himne de les Corts

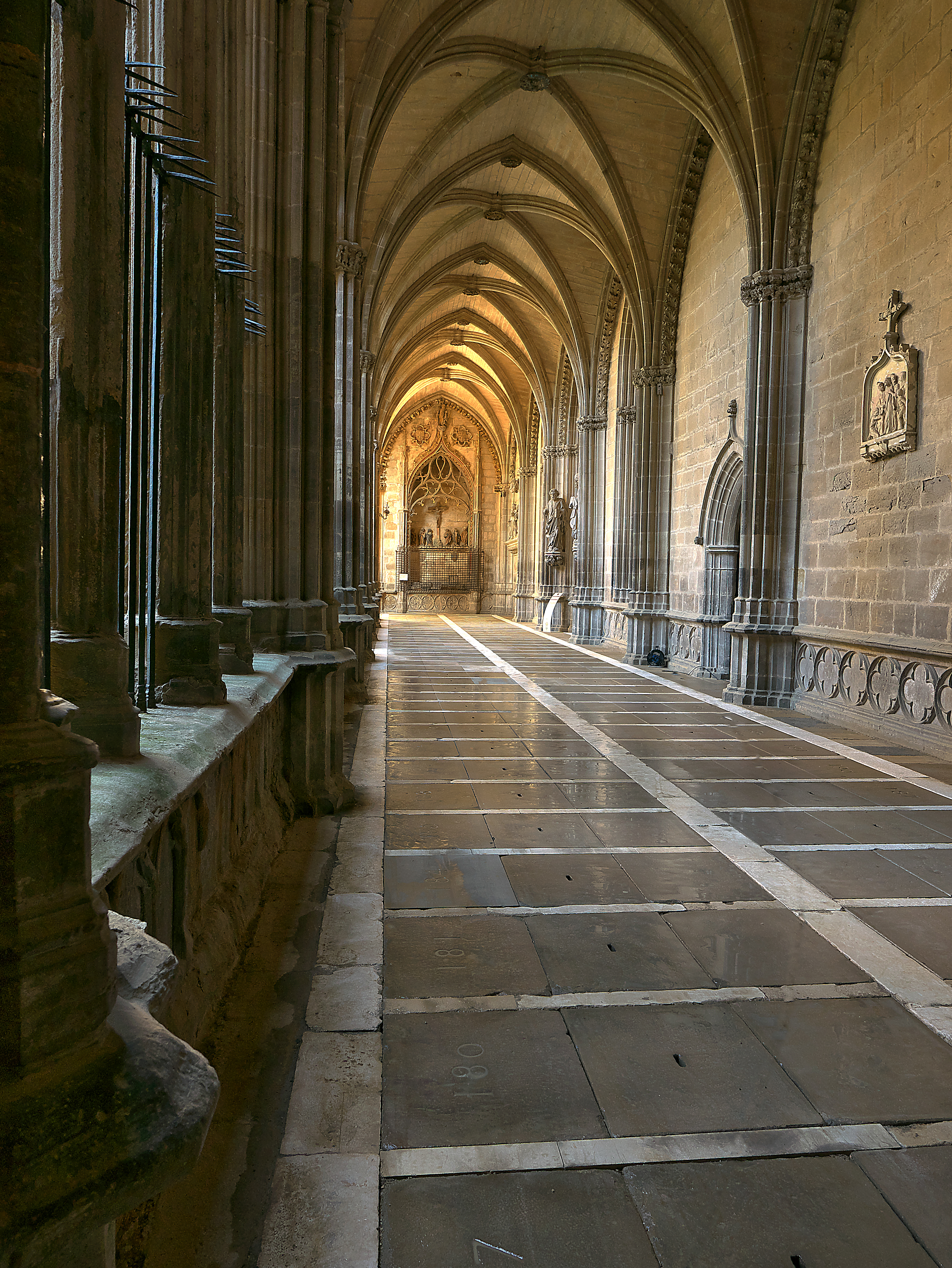
Galeria oriental del claustre de la Catedral de Pamplona. «Els "passaclaustres" eren interpretats durant la desfilada del seguici dels Tres Estats» celebrats sovint en aquesta catedral.

L'Himne de les Corts, també anomenat Marxa per a l'entrada del Regne, és l'himne oficial de la Comunitat Foral de Navarra.
La composició musical és un passaclaustres del segle xviii que s'interpretava durant les cerimònies solemnes de les Corts del Regne de Navarra. Fou establida com a himne oficial de Navarra amb la Llei Foral 7/1986, de 28 de maig, pel Parlament de Navarra amb el nom d'Himne de Navarra.